# Sinclair ZX80

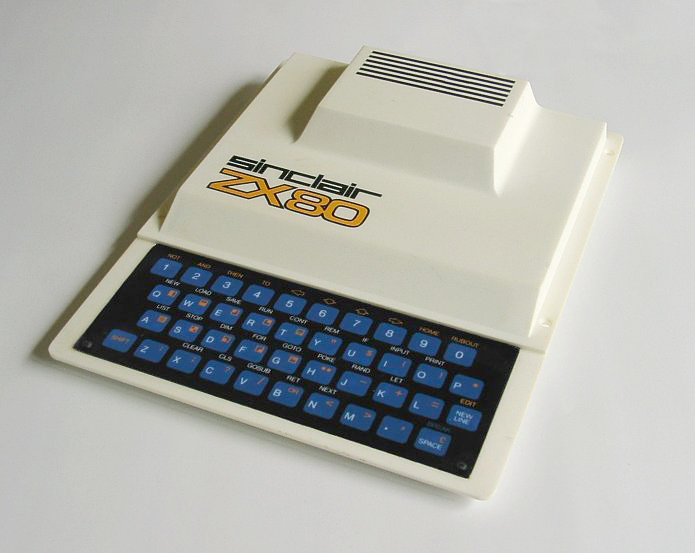
Sinclair ZX80

Máy Sinclair ZX80 là một máy tính nhà đến với thị trường vào năm 1980 bởi Sinclair Research của Cambridge, Anh Quốc. Nó có danh tiếng vì được biết đến như là máy tính đầu tiên ở Vương quốc Anh vào khoảng pounds (giá chính xác là £99.95). Nó có mặt trong một gói, người mua phải tự ráp và hàn các chi tiết lại với nhau, phiên bản ráp sẵn có giá cao hơn một chút dành cho những ai không có khả năng tự ráp máy cho họ. Máy ZX80 rất thông dụng, và có lúc đã phải có danh sách chờ cả hai phiên bản cho máy.

## Chi tiết
Cỗ máy được thiết kế bởi Jim Westwood xung quanh bộ vi xử lý Z80 với một tốc độ đồng hồ là 3.25 MHz, được trang bị 1 KB RAM và 4 KB of bộ nhớ chỉ đọc bao gồm ngôn ngữ lập trình Sinclair BASIC, trình chỉnh sửa, và hệ điều hành. Các câu lệnh BASIC không được nhập bằng cách gõ phím; thay vào đó, các câu lệnh được thực hiện bằng cách bấm phím trên máy tính khoa học — mỗi "phím" có các chức năng khác nhau được kích hoạt bằng cách dùng cơ chế dời (shift).
Hiển thị qua một kết nối RF đến một TV gia dụng, và lưu trữ ngoại tuyến đơn giản có thể lưu trên máy thu âm cát sét. Hiển thị video trên ZX80 sử dụng phần cứng tối thiểu kết hợp với phần mềm để tạo ra tín hiệu video. Và như vậy ZX80 chỉ có thể tạo ra hình ảnh trong trạng thái chờ, vd. chờ một phím được bấm. Khi chạy một chương trình BASIC, hoặc kể cả bấm một phím, màn hình tối đen đi một lát để chờ chức năng. Việc này làm cho di chuyển đồ họa trở nên khó khăn kể từ khi có lệnh dừng việc nhập để hình ảnh xuất ra trong lần tới. Sau này ZX81 củng cố điều này vì nó có thể chạy trong chế độ 'chậm' khi tạo tín hiệu video, hoặc trong chế độ 'nhanh' khi không cần tạo tín hiệu video (thường dùng cho các phép toán dài).
Một bộ nhớ chỉ đọc 8 KB của ZX81 đã có để nâng cấp ZX80 và nó chiếm khoảng 20% giá của ZX81. Kèm theo nó là bàn phím mỏng và sách hướng dẫn sử dụng ZX81. Đơn giản là chỉ gỡ ROM cũ của ZX80 từ bệ cắm và cắm ROM mới vào và thêm bố cục bàn phím, máy ZX80 (lúc này đã là ZX81) đã có chức năng như là ZX81 ngoại trừ chế độ SLOW, và khác nhau chỉ ở một số bộ phận phần cứng. Cũng có thể đổi lại ROM để trở thành máy ZX80.
Sinclair cũng sản xuất các bộ RAM mở rộng cho ZX80; bộ RAM chính gốc của ZX80 RAM có dung lượng 1, 2 hoặc 3 KB, các model sau này có 16 KB, sử dụng các chip RAM động (DRAM). Không có thiết bị nâng cấp cho màn hình đơn sắc.
Cỗ máy được gắn liền với vỏ ngoài màu trắng, với màu xanh của bàn phím; vẻ ngoài của nó ảnh hưởng theo phong cách công nghiệp Rick Dickinson. Đã có vấn đề với tính bền vững của nó, sự tin cậy và nhiệt độ nóng. Kích cỡ của nó dày bằng 2 cuốn sách. Có vẻ nó còn chưa tốt, nhưng ZX80 là một phát minh thực sự và nó kích thích sự đam mê máy tính gia đình vào những năm 1980 ở Anh Quốc và Tân Tây Lan. Nó đã bị loại bỏ trong cuộc cạnh tranh với các máy tính khác của Sinclair, đặc biệt là Sinclair ZX81 và rất thành công là ZX Spectrum.
Doanh số bán ra của ZX80 khoảng 50.000 máy.

## Internal workings
ZX80 được thiết kế để sẵn sàng cho các chip TTL; chỉ có phần sụn là tư hữu. Khi mà tiền nhiệm của nó là ZX81 sử dụng chip semi-custom (một ULA hoặc Mảng Lô-gíc không liên kết), đây đơn thuần chỉ là liên kết các bộ phận lại trên một chon chip — phần cứng và các phần mềm hệ thống (ngoại trừ các phiên bản BASIC) rất giống nhau, ngoại trừ cái quan trọng nhất là NMI là cần thiết để tạo chế độ SLOW cho ZX81. (Xem ZX81 để biết thông tin kỹ thuật.) Cả hai máy tính có thể tự chế theo sở thích bằng cách gắn các thiết bị rời rạc và sử dụng vi xử lý FPGA.

## Một vài điều thú vị khác
Đã có phiên bản được bản địa hóa cho Hoa Kỳ ZX80/ZX81 (Micro Ace / Timex Sinclair 1000 hoặc TS1000 tương đương). Một danh sách có thể tìm thấy ở trang web cyar Herr Liebert's ZX80/ZX81 (tại tiếng Đức hoặc tiếng Anh).